# Сиве-палар-хуппак
Сиве-палар-хуппак — верховный правитель (суккаль-мах) Элама, правивший около 1768—1745 годов до н. э., из династии Эпартидов. Племянник Шимут-варташа, при жизни которого был назначен управителем (суккалем) Элама и Симашки.

## Правление

### Вступление на престол и родственные отношения
Сиве-палар-хуппак поначалу оставил своего брата Кудузулуша в должности управителя (суккаля) Суз (эту должность он занимал при своём дяде Шимут-варташе), но впоследствии повысил до вице-регента — суккаля Элама и Симашки. Для сохранения взаимозависимости этих двух братьев новым управителем Суз стал некий Шуллим-кутур (известный только по документам из Мари), который был, вероятно, племянником одного из них.

### Сиве-палар-хуппак — великий завоеватель
От правления Сиве-палар-хуппака сохранилась единственная надпись на глиняной табличке. Кстати это единственный документ, написанный на эламском языке, сохранившийся от целого тысячелетия — с 2250 по 1250 года до н. э. В нём верховный правитель величает себя весьма скромно «суккалем Элама»; Сиве-палар-хуппак избегает даже титула сукаль-маха. Надпись гласит:

«О, бог Иншушинак, владыка необоримых [Суз]! Я — Сиве-палар-хуппак, расширитель державы, управитель Элама, сын сестры Ширукдуха. Ради благоденствия моей жизни, жизни моей милостивой матери, моих старших родственников и их детей, я [основал храм]. О, бог Иншушинак, великий господин! Я, Сиве-палар-хуппак, я молился, принося тебе жертвы — услышь мою молитву! Ради твоей благосклонности я посвятил народ Аншана и Суз тебе в залог до тех пор, пока ночь и день будут сменять друг друга… (После неясного и отчасти испорченного пассажа текст завершается следующими словами:) …Да, уничтожит огонь врагов, да будут подвешены на столбах [их] союзники! Поджаренные, с содранной кожей, связанными они будут лежать у моих ног!»
Обращает внимание, что Сиве-палар-хуппак в этой надписи называет себя «расширителем державы», что подразумевает военные походы с его стороны для захвата чужих территорий. Это подтверждается одним документом XII века до н. э., который при всей его невнятности, делает очевидным важное обстоятельство: последующие поколения в Эламе воспринимали Сиве-палар-хуппака в качестве одного из великих героев своей страны.
Сиве-палар-хуппак являлся современником царя Вавилона Хаммурапи и царя Мари Зимри-Лима. Во второй четверти XVIII века до н. э. вечно меняющийся баланс сил среди целой дюжины государств Ближнего Востока всё более и более смещался в пользу Вавилонии. Сиве-палар-хуппак не мог не принять участие в этой борьбе. Хотя эламских текстов на этот счёт не сохранилось, некую картину международных отношений того времени с участием эламского правителя, можно предположить на основании текстов писем найденных в архиве города Мари.

### Покорение Эшнунны
По не вполне ясной причине правитель Элама решил напасть на Эшнунну. Являясь гегемоном в регионе, он потребовал помощи от своих месопотамских союзников. Хаммурапи, царь Вавилона, не заставил себя долго упрашивать. Зимри-Лим, царь Мари, также присоединился к этой коалиции, несмотря на договор, который он заключил с Ибаль-пи-Элем II. Город Эшнунна был осаждён и, в конце концов, пал весной 1765 года до н. э. Правитель Элама расположился в нём. Он взял под контроль армию Эшнунны, которая отныне стала действовать совместно с войском эламитов. Хаммурапи извлёк из этого выгоду, вернув себе расположенные на берегу Тигра города Манкисум и Упи, некогда завоёванные его дедом Апиль-Сином, но впоследствии аннексированные Эшнунной. Приняв участие в завоевании и разделе Эшнунны, вавилонский царь тут же оказался перед лицом угрозы со стороны эламитов. Усилившись за счёт поглощения Эшнунны, эламиты начали двойной наступательный маневр: с одной стороны, они вторглись в Вавилонию, а с другой, начали военные действия на северо-западе Месопотамии (точно так же, как несколькими годами ранее поступил Ибаль-пи-Эль II, и с той же самой целью — захватить Шубат-Энлиль).

### Нападение на Вавилонию
Хаммурапи казалось, что он извлёк выгоду из падения Эшнунны, вернув под свой контроль Манкисум и Упи, но правитель Элама вовсе не был согласен на такой раздел добычи. Он направил вавилонскому царю следующий ультиматум:

«Разве города Эшнунны, которые ты удерживаешь не мои? Освободи их и склони свою шею под моё ярмо! Если нет, то я сокрушу твою страну до основания. После того как войско захватит Манкисум, в том же самом месте оно перейдёт реку. Во главе моего войска я перейду реку и вторгнусь в твою страну».
Поскольку Хаммурапи отказался подчиняться, эламские войска осадили Манкисум. Когда город оказался в их руках, они продвинулись вдоль Тигра вниз по течению и осадили Упи.
Хаммурапи срочно направил послов в Ларсу для переговоров с Рим-Сином о создании оборонительного союза между двумя царствами. Объявив всеобщую мобилизацию в своей стране во время осады Упи, Хаммурапи с нетерпением ожидал прибытия подкреплений из Ларсы. Критическая ситуация, в которой оказались вавилоняне, хорошо описана Ярим-Адду, который был в то время главным посланником царства Мари при дворе Хаммурапи:

«Вражеское войско разбило лагерь в городе Упи и находится сейчас там. Отряды ополчения Хаммурапи расположились напротив в ожидании битвы. Они наблюдают друг за другом. В тот день, когда я отправил эту табличку моему господину, Хаммурапи  объявил всеобщую мобилизацию у себя в стране. Он созвал войско из тамкаров и всех остальных мужчин, вплоть до освобождённых рабов, и держит их наготове. Для того чтобы (получить ещё одно) войско, он отправил к Рим-Сину своих высокопоставленных сановников. Постоянно, каждый день его послы направляются в Машкан-шапир. Но до сего дня я не получил известий о прибытии этого войска. После этой моей таблички я напишу моему господину полный отчёт о том, что узнаю».
Однако от Ларсы войско так и не пришло; свой отказ Рим-Син обосновал надуманным предлогом. Причина, по которой Рим-Син не присоединился к антиэламской коалиции, ясно не выражена ни в одном документе, но известно, что его семья была как-то связана с Эламом: отец и дед Рим-Сина даже носили эламские имена.
Тогда правитель Элама создал второй фронт в тылу у Хаммурапи, спровоцировав мятеж племени мутиябаль в округе города Казаллу. Подробности известны нам опять-таки благодаря письму Ярим-Адду:

«В вавилонском войске, которое было пленено эламитами в прошлый месяц, один командир отряда (по происхождении из племени мутиябаль, сказал правителю Элама: „Весь мутиябаль ждал этого дня. Верни меня в мою страну, и я подниму мутиябаль в твою поддержку“. Вот что этот человек заявил правителю Элама, и тот отправил его в Вавилон. Он прибыл в Вавилон, встретил царя, но скрыл от него свои намерения, Затем он поднялся и пошёл в Казаллу. Этот человек обнародовал послание, которое правитель Элама написал ему. Люди Казаллу внимательно отнеслись к нему и согласились с ним, они написали правителю Элама».
Когда Хаммурапи узнал об этом деле, он предложил жителям Казаллу укрыться вместе со своим добром Вавилоне, но лишь меньшинство приняло это предложение. Остальные выбрали сторону эламитов. Последствия оказались плачевными, потому что мятеж в Казаллу был подавлен. Часть мятежников нашла убежище на севере царства Ларса. Когда Хаммурапи потребовал у Рим-Сина выдать их, это требование было удовлетворено.
Между тем, вавилонские войска были вынужденны оставить Упи:

«Вражеское войско вошло в Упи и оставило там гарнизон. После этого эламское войско снова отправилось в путь и достигло Эшнунны».
Не вызывает сомнения, что захват Упи осуществила вновь сформированная армия, состоявшая из солдат Элама и Эшнунны. Гарнизон, который остался в Упи, по всей видимости, состоял из войск, некогда принадлежавших Эшнунне; все эламские воины присоединились к своему правителю, который стоял в зависимой Эшнунне.
Ближайшей жертвой эламского правителя должен стать Вавилон. Вот текст его приказа, который был разослан царям Верхней Месопотамии:

«Прекратите ваши распри и приходите! Я собираюсь начать осаду Вавилона».
По пути из Упи в Вавилон эламитам было необходимо установить контроль над Харитумом. Крайняя озабоченность Хаммурапи сложившейся ситуацией не могла скрыться от его ближайшего окружения:

«Хаммурапи обеспокоен тем, что враг — да призовёт его к ответу Шамаш! — многочисленен. Однако он знает, что, если на то есть повеление божества, войско в [x] тысяч человек сможет с успехом противостоять могущественному врагу, даже если он выставит войско в 40000 человек».
Повреждённая табличка не позволяет нам узнать, каким в точности было число вавилонских воинов и их союзников. Очевидно, однако, что оно было существенно меньше 40000 человек собранных правителем Элама.

### Продвижение эламитов на север Месопотамии
В это время вторая армия эламитов поднялась по Тигру и перед тем как захватить Экаллатум, повернула на северо-запад и заняла треугольник Хабура. Эламский сановник был посажен в Шубат-Энлиле, откуда он собирался управлять всем регионом от имени своего господина. Связь между захватом Эшнунны и походом на Шубат-Энлиль вовсе не случайна, ведь речь идёт о крупнейших торговых путях Ближнего Востока того времени. Весьма вероятно, что эламиты хотели контролировать «оловянный путь», который вёл из долины реки Диялы в Анатолию. Ещё один отряд, состоявший из солдат Элама и Эшнунны, находился к востоку от Шубат-Энлиля: ведомый Атамрумом, который к этому времени захватил престол в Андариге, он начал осаду Рацамы.
Царь Мари Зимри-Лим отправился на выручку Рацаме. Этом маневр привёл в полную растерянность Атамрума, который запросил у правителя Элама подкрепление и предложил ему напасть на Сухум с тем, чтобы отвлечь Зимри-Лима на оборону этого важного среднеевфратского района. Однако военные действия в Вавилонии вошли тогда в решающую фазу, поэтому запрос остался без ответа.

### Оборонительный союз против Элама
Зимри-Лим и Хаммурапи оказались де-факто воюющими против одного и того же врага; ход событий сблизил их вопреки их собственному желанию. Ещё до заключения формального союза между Мари и Вавилоном начался обмен войсками. Некий Сакирум, прибыл в Вавилонию с шесть сотнями воинов Мари в тот самый момент, когда Упи был взят эламитами. Сходным образом вавилонские войска были направлены на помощь Зимри-Лиму. После долгих переговоров, осложнённых территориальным спором вокруг Хита, цари Мари и Вавилона торжественно взяли на себя обязательство не заключать сепаратный мир с эламским правителем. Вот что сказал Хаммурапи посланнику Зимри-Лима:

«Начиная с этого дня и в течение всей моей жизни я буду во вражде с Сиве-палар-хуппаком. Я не направлю моих слуг в качестве послов вместе с его слугами и не пошлю их к нему. Я не заключу мир с Сиве-палар-хуппаком втайне от Зимри-Лима, царя Мари и страны ханеев. Если я решусь заключить мир с Сиве-палар-хуппаком, я клянусь обсудить это с Зимри-Лимом, царя Мари и страны ханеев, чтобы знать, в каком случае не следует заключать мир. Я клянусь, что мы заключим мир с Сиве-палар-хуппаком лишь по обоюдному согласию. С добрыми чувствами и полной искренностью я произношу эту клятву моими богами, Шамашем и Ададом, которая дана Зимри-Лиму, сыну Яхдун-Лима, царю Мари и страны ханеев, и да сближусь я с ним».
Заключение соглашения состоялось осенью 1765 года до н. э. Союз не ограничился Вавилоном и Мари; в нём также принял участие царь Халеба Ярим-Лим Таким образом верховенство эламского сукальмаха, до сих пор безусловно признававшееся всеми месопотамскими правителями, натолкнулось на сопротивление, которого он, как кажется не ожидал.
Севернее, в треугольнике Хабура, в течение нескольких месяцев ситуация была исключительно неспокойной: «Войско Элама уничтожило всю страну Субартум», — говорили тогда Правители этой области разделились на два лагеря, про- и антиэламский, и пользовались сложившейся ситуацией для урегулирования старых споров.
К югу от Джебель-Синджара положение также было напряжённым: Хаммурапи, правитель Курды, вынужденный признать глсавенство Атамрума, получил приказ суккаля больше не поддерживать дипломатические отношения с Вавилоном и Мари, о чём мы узнаём из угрожающего по тону письма, копия которого дошла до Зимри-Лима: 

«Моему господину скажи: так говорит Акба-Ахум, твой раб. Вот я прислал моему господину копию таблички государя эламитов, которую он отправил Хаммурапи (правителю Курды). „Государь говорит Хаммурапи следующее: Атамрум, мой раб, принял тебя как вассала (досл. «сына». Однако сейчас я постоянно слышу, что ты не перестаёшь отправлять письма в Вавилон и Мари. Не посылай больше писем в Вавилон и Мари! Если ты снова отправишь письма в Вавилон и Мари, я обрушусь на тебя ураганом“. Таково послание которое  направил государь эламитов Хаммурапи (правителю Курды). Я лично слышал эту табличку».

### Поражение Элама
Но, в конце концов, ситуация обернулась против эламских захватчиков. Случилось это благодаря сплочённости аморейских царств и неожиданной измене Атамрума. В конце сезона урожая 1764 года до р. э. Зимри-Лим направил в Вавилонию дополнительные войска. Кроме того, он помог царю Вавилона заключить выгодные союзы с сирийским царством Зальмакум в долине Белиха и с Халабом. В свою очередь, Хаммурапи постарался примерить Катну Халеб, надеясь, что царь Катны также пришлёт ему войска для военных действий против Элама (это последние начинание ему, как кажется, не удалось).
Эламиты были вынужден оставить Хиритум, который они безуспешно осаждали. Во главе 30-тысячного войска эламский государь пошёл вверх по Тигру по направлению к Манкисуму, а затем напал на Шитуллум. Но Зимри-Лим смог сформировать в Верхней Месопотамии антиэламскую коалицию, которая воспрепятствовала дальнейшему продвижению эламской армии на север. В конце концов, эламиты, разорив территорию Эшнунны, возвратились в Сузы. Попытка установить прямой контроль над Месопотамией закончилась неудачей. 
Хаммурапи прославил эту победу в датировочной формуле своего 30-го года:

«Могущественный Хаммурапи, любимец Мардука, благодаря выдающейся мощи великих богов победил войско Элама, который поднял на войну всю свою страну от самой границы Мархаши: Субарту, Гутиум, Эшнунну и Мальгиум; тем он [Хаммурапи] укрепил основы Шумера и Аккада».

Во время его правления была создана новая антивавилонская коалиция с участием Элама. Сторону Элама принял его старый союзник — царь Эшнунны. К ним примкнули царица из Навара (она якобы выставила 10-тысячное войско), затем царь Малгиума (у Тигра, южнее устья р. Диялы) и царь субареев из Ашшура.
| Династия Эпартидов (Суккаль-махи) |                                            |                       |
| Предшественник: Шимут-варташ      | суккаль-мах Элама ок. 1768 — 1745 до н. э. | Преемник: Кудузулуш I |